# Ecofascismo
O termo ecofascismo é uma definição política que associa o ecologismo com o fascismo e que é usada em dois modos diferentes. Para referir aos elementos específicos do ecologismo radical ou que estão abertamente filiados com o neofascismo, ou que compartilham similitudes conceituais com teorias fascistas. Utiliza-se desde fontes externas, e menos como etiqueta própria, para referir aos nacionalistas e os grupos de terceira posição que incorporam posições ambientalistas em sua ideologia.
Em segundo lugar, o termo também se utiliza em debates políticos desde a direita política para identificar o que eles chamam o anti-humanismo do projeto político da ecologia profunda, o ecologismo convencional, e outras posições ecológicas de esquerda e de não-esquerda, e pela esquerda política para desqualificar aos movimentos ecologistas que veem fora da esquerda, tais como a mencionada ecologia profunda. Os ecologistas aludidos dizem que se trata de um epíteto usado para os desacreditar.

## Ecofascismo: a ecologia no fascismo
Sobre os pontos de vista nazistas e fascistas sobre a ecologia o historiador do fascismo Roger Griffin tem assinalado, num ensaio sobre a relação entre o fascismo, a religião e a natureza que "o lugar que uma relação transformada com a natureza ocupa no projeto fascista para a regeneração nacional, bem como o papel desempenhado nela pelos pagãos, conceitos ou cultos "imanentistas" da natureza pode variar enormemente dependendo de que espécie do gênero se considera" (p. 640). A admiração da natureza foi um tema forte do Partido Nazista alemão e no romantismo alemão wagneriano que lhe era anterior, e é também um tema chave para alguns movimentos fascistas modernos. Os nazistas estavam na vanguarda do conservacionismo, com a Alemanha Nazista com algumas das primeiras reservas naturais protegidas legalmente, a sua legislação foi a primeira em reconhecer à natureza e os animais como sujeitos de direito em vez de objetos [carece de fontes?]. Durante sua ascensão ao poder, os nazistas foram apoiados pelos ecologistas alemães e os conservacionistas, mas as questões ambientais foram deixadas de lado gradualmente na preparação para a Segunda Guerra Mundial.
Pelo contrário, as formas não-alemãs do fascismo em sua maioria careciam de qualquer perspectiva ecológica digna de menção. Uma exceção foi a Guarda de Ferro de Romênia, organização formada pelo campesinato que viu no capitalismo, que associaram com os judeus, um ser destrutivo para o campo romeno e sua cultura cristã ortodoxa. Em outras partes da Europa, as preocupações ecológicas encontram-se de forma individual e não coletiva, por exemplo, Julius Evola, um escritor italiano e partidário do regime fascista de Benito Mussolini, quem escreveu livros glorificando um estado primitivo da natureza e em denúncia à modernidade. Griffin tem afirmado que "o fascismo em repetidas ocasiões gera imagens que evocam um parentesco com um enganosa comunhão"panenhenística" (naturalismo espiritualista) com a natureza" (pg.642) como meio de mobilizar aos membros do grupo étnico fascista para a causa do ultra-nacionalismo. Como exemplo põe a glorificação da vida selvagem na arte nazista e o ruralismo nas novelas dos simpatizantes fascistas Knut Hamsun e Henry Williamson. Existe também uma tradição histórica entre o ambientalismo e a extrema direita no Reino Unido.

## Ecofascismo: termo usado em debates
As acusações de ecofascismo desde a direita podem encontrar-se em figuras como Rush Limbaugh e outros comentaristas conservadores e do movimento Wise Use, neste último caso, se trata de um uso hiperbólico do termo que se aplica a todos os ambientalistas, incluídos os grupos principais, como Greenpeace e o Serra Clube. A acusação de ecofascismo pode encontrar-se na esquerda no ecologista social Murray Bookchin e outros indivíduos da mesma tendência socialista.
As acusações de ecofascismo não são infrequentes. Para alguns, os reclamos dos principais ecologistas pedindo a regulação da reprodução humana e a redução da população mundial por meio de planos de engenharia social são indicativos de políticas nazistas anti-humanistas. No entanto, os defensores das políticas de controle da população têm reagido energicamente na contramão destas comparações, considerando-os como uma mera tentativa de caluniar a certas secções do movimento ambientalista.
Na atualidade, entre as personalidades às que se identifica com algum tipo de ecofascismo está o finlandês Pentti Linkola. Pentti Linkola é um ecologista profundo totalitário, e ainda que não fala especificamente de apoiar o fascismo, tem expressado sua admiração pelo regime nacional-socialista alemão durante sua eficiente ascensão ao poder e suas capacidades destrutivas, e não por sua ideologia racista e nacionalista. Ele defende uma ditadura ecologista forte e centralizada, com duras medidas de controle da população e o castigo brutal dos que ele considera são os abusadores do meio ambiente. Linkola tem atraído uma considerável controvérsia em seu país de origem e fora dele.
O movimento europeu Nouvelle Droite, desenvolvido por Alain de Benoist e outros indivíduos relacionados ao instituto tradicionalista GRECE que une elementos de extrema direita com a Nova Esquerda, também tem atraído acusações de ecofascismo dirigidas desde a esquerda, devido a sua combinação de antiglobalização, ambientalismo, e etno-nacionalismo europeu. No entanto, De Benoist recusa o fascismo e cataloga-o de "jacobinismo pardo", e condena o preconceito racial e aos populistas nacionalistas como Jean-Marie Lhe Pen.
O termo "ecofascista" também tem sido usado por Mark Potok do Southern Poverty Law Center para descrever a James Jay Lee, o ecoterrorista que tomou vários reféns na sede da Discovery Inc. o 1 de setembro de 2010. Potok também vê o ecofascismo na ideia de certos grupos ecologistas de que a migração é responsável da degradação ambiental.